# Fabrizio Gollin
Fabrizio Gollin, född 28 mars 1975 i Camposampiero, är en italiensk racerförare.

## Racingkarriär
Gollin tävlade i många år i formel 3000, utan att nå några större framgångar. Han nådde en pallplats 2000, samma år som han slutade på en tionde plats i mästerskapet. År 2002 började Gollin att tävla i FIA GT, där han hade mycket större framgångar, och blev bland annat mästare i GT-klassen 2004, och dessutom tvåa 2003 och trea 2008.

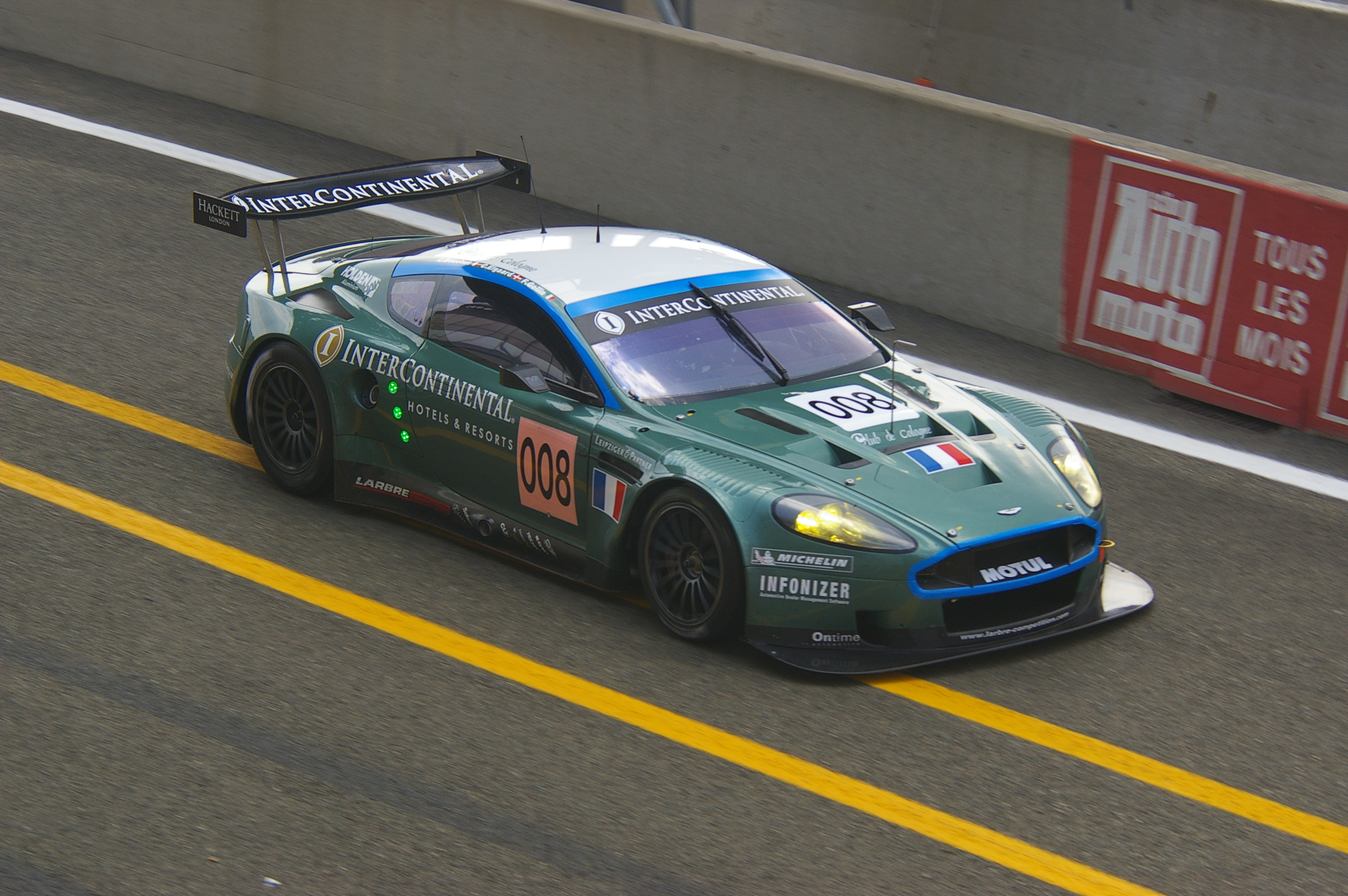
Fabrizio Gollin tävlade i en Aston Martin DBR9 med Christophe Bouchut och Casper Elgaard i Le Mans 24-timmars 2007, där de slutade trea i GT1-klassen.